# Associazione Fascista Calcio Mestre 1938-1939
Questa voce raccoglie le informazioni riguardanti l'Associazione Fascista Calcio Mestre nelle competizioni ufficiali della stagione 1938-1939.

## Rosa
| N. |                   | Ruolo | Calciatore           |
| -- | ----------------- | ----- | -------------------- |
|    | Italia (bandiera) | A     | Eustergio Ballardini |
|    | Italia (bandiera) | A     | Mario Barbon         |
|    | Italia (bandiera) |       | Mario Barluzzi       |
|    | Italia (bandiera) |       | Pietro Besazza       |
|    | Italia (bandiera) | D     | Cesare Bianchetto    |
|    | Italia (bandiera) | C     | Andrea Capitanio     |
|    | Italia (bandiera) |       | Renato Cogo          |
|    | Italia (bandiera) | A     | Guido Donaglio       |
|    | Italia (bandiera) | A     | Alfredo Giuge        |

| N. |                   | Ruolo | Calciatore       |
| -- | ----------------- | ----- | ---------------- |
|    | Italia (bandiera) |       | Giobatta Maneo   |
|    | Italia (bandiera) |       | Marco Marchiori  |
|    | Italia (bandiera) |       | Gino Pajola      |
|    | Italia (bandiera) |       | Vasco Pascolutti |
|    | Italia (bandiera) |       | Francesco Pavan  |
|    | Italia (bandiera) |       | Guerrino Pozzo   |
|    | Italia (bandiera) | D     | Attilio Prevato  |
|    | Italia (bandiera) |       | Luigi Sivori     |
|    | Italia (bandiera) |       | Angelo Valari    |